# 吉林台一级水电站
吉林台一级水电站位于中国新疆维吾尔自治区伊犁哈萨克自治州尼勒克县喀什河谷中游吉林台峡谷地段，于2006年6月30日投入运营，总装机容量460兆瓦，年均发电量9.38亿千瓦时。
电站大坝为混凝土面板砂砾石坝，最大坝高157米，正常蓄水位1420米，相应水库水面面积52平方千米。